# Carol al III-lea, Duce de Parma
Carol al III-lea, Duce de Parma (italiană Carlo III), (n. 14 ianuarie 1823, Lucca, Duchy of Lucca⁠(d) – d. 27 martie 1854, Parma, Ducatul Parmei) a fost Duce de Parma din 1849 până în 1854.

## Primii ani
Carol al III-lea s-a născut la Villa delle Pianore în apropiere de Lucca ca singurul fiu al lui Carol Louis, Prinț de Lucca (mai târziu Duce de Lucca și Duce de Parma) și a soției acestuia, Prințesa Maria Teresa de Savoia, fiica regelui Victor Emanuel I al Sardiniei. La botez a primit numele de Ferdinando Carlo Vittorio Giuseppe Maria Baldassarre. Până la ascensiunea sa ca Duce de Parma în 1849 a fost numit Ferdinando Carlo sau Ferdinando. În familie i se spunea Danduccio. Din 13 martie 1824, el a purtat titlul de Prinț Ereditar de Lucca.
Ferdinando Carlo a petrecut o mare parte din primii zece ani ai vieții sale în Germania și la Viena. Când avea patru ani, responsabilitatea pentru educația lui a fost încredințată unui preot maghiar, Zsigmond Deáki. Directorul Bibliotecii din Lucca, Lazzaro Papi, i-a predat istoria Italiei și limba italiană. Ferdinando Carlo a învățat limba franceză, maghiară, germană, engleză și spaniolă.
În 1841 Ferdinando Carlo a fost trimis la Torino pentru a fi instruit în arta militară. A primit comanda în armata piemonteză cu rangul de căpitan de cavalerie.

## Căsătorie și copii

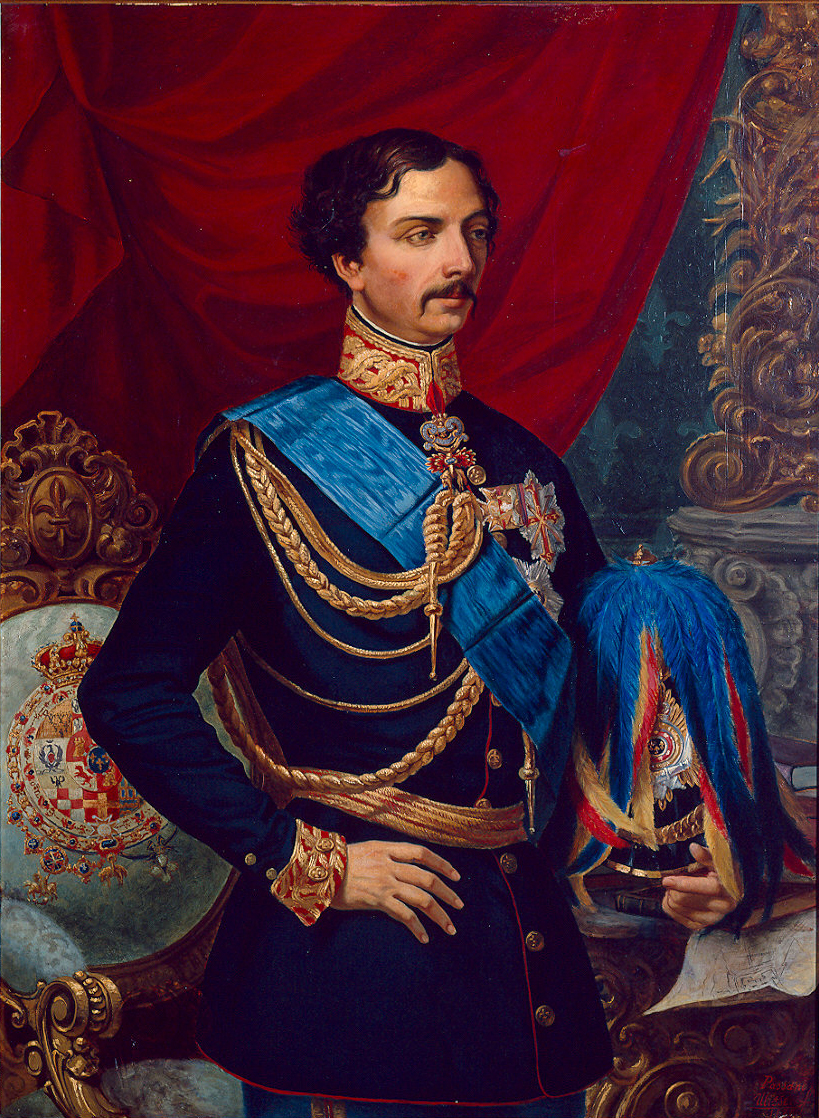
Portret al lui Carol al III-lea, Duce de Parma

La 10 noiembrie 1845, Ferdinando Carlo s-a căsătorit cu Louise Marie Thérèse a Franței (1819–1864), sora mai mare a pretendentului legitimist la tronul Franței, Contele de Chambord. Ceremonia a avut loc la Schloss Frohsdorf în apropiere de Lanzenkirchen în Austria. Cuplul a petrecut luna de miere la Üchendorff apoi în Anglia.
Ferdinando Carlo și Louise Marie Thérèse au avut patru copii:
- Prințesa Margherita de Bourbon-Parma (1847–1893); s-a căsătorit cu Carlos, Duce de Madrid, pretendent carlist la tronul Spaniei; au avut copii.
- Robert I, Duce de Parma (1848–1907); s-a căsătorit prima dată cu Prințesa Maria Pia de Bourbon-Două Sicilii (fiica regelui Ferdinand al II-lea al celor Două Sicilii și Maria Theresa de Austria); au avut copii. A doua oară s-a căsătorit cu Infanta Maria Antonia a Portugaliei (fiica regelui Miguel al Portugaliei și a reginei Adelaide de Löwenstein-Wertheim-Rosenberg); au avut copii.
- Prințesa Alice de Bourbon-Parma (1849–1935); s-a căsătorit cu Ferdinand al IV-lea, Mare Duce de Toscana; au avut copii.
- Prințul Henric, Conte de Bardi (1851–1905); s-a căsătorit prima dată cu Prințesa Maria Immacolata de Bourbon-Două Sicilii (fiica regelui Ferdinand al II-lea al celor Două Sicilii și a soției acestuia, Maria Theresa de Austria); a doua oară s-a căsătorit cu Infanta Adelgundes a Portugaliei, Ducesă de Guimarães (fiica regelui Miguel al Portugaliei și a reginei Adelaide de Löwenstein-Wertheim-Rosenberg).

## Duce de Parma
La 17 decembrie 1847 împărăteasa Maria Louise a murit și tatăl lui Ferdinando Carlo i-a succedat ca Ducele de Parma Carol al II-lea. Ducatul de Lucca a fost incorporat Marelui Ducat de Toscana iar Ferdinando Carlo a devenit Prinț Ereditar de Parma.
Carol al II-lea a domnit numai câteva luni în Parma. În martie 1848 revoluția a izbucnit în Parma susținută de regele Carol Albert al Sardiniei. Ferdinando Carlo a scăpat din Parma însă a fost luat prizonier la Cremona. A rămas prizonier la Milano timp de câteva luni până când guvernul britanic a negociat eliberarea lui.
După un scurt sejur pe insula Malta, el a călătorit la Napoli apoi la Livorno, unde a fost alături de soția sa, Louise Marie, care tocmai a dat naștere primului lor fiu. Apoi, familia a căutat refugiu în Anglia și Scoția.
În august 1848 armata austriacă a intrat în Parma și l-a restaurat oficial pe Carol al II-lea. Totuși, Ferdinando Carlo și familia lui au rămas în Anglia deoarece ostilitățile au continuat între armata austriacă și armata piemonteză. Timp de mai mulți ani Carol al II-lea a considerat că ar trebui să abdice în favoarea fiului său Ferdinando Carlo însă a amânat în speranța că atunci când va face acest lucru, lucrurile vor fi mult mai sigure pentru fiul său. 
La 24 martie 1849 s-a anunțat abdicarea lui Carol al II-lea. Ferdinando Carlo, care încă trăia în Anglia, i-a succedat ca Duce de Parma sub numele de Carol al III-lea. La 18 mai 1849 el a revenit în Parma pe care a părăsit-o două zile mai târziu. Nu a preluat administrarea ducatului până la 25 august.
În seara zilei de 26 martie 1854 Carol se plimba pe străzile din Parma; a fost înjunghiat de către un atacator care a scăpat. A fost dus la Palazzo di Riserva, unde a murit în seara următoare. A fost succedat de fiul său, Robert I, Duce de Parma. 